# نبرد وسترپلاته
نبرد وسترپلاته اولین نبرد در جنگ جهانی دوم است که در تاریخ ۱ سپتامبر سال ۱۹۳۹ شروع شد و ۷ سپتامبر سال ۱۹۳۹ با پیروزی آلمان به پایان رسید.